# Chamaeleorchis warscewiczii
Chamaeleorchis warscewiczii là một loài thực vật có hoa trong họ Lan. Loài này được (Rchb. f.) Senghas & Lückel mô tả khoa học đầu tiên năm 1997.